# 戈伊達伊
47°58′42″N 30°27′4″E / 47.97833°N 30.45111°E
戈伊達伊（烏克蘭語：Гойдаї）是位於烏克蘭南部尼古拉耶夫州裏五一城區的村莊，面積4.61平方公里，海拔高度161米，2001年人口640，人口密度每平方公里138.8人。